# Tomás Ross
Pour les articles homonymes, voir Ross.
Tomás Francisco Ross (né à Buenos Aires le 1er mars 1999) est un acteur argentin de télévision.  Il est principalement connu pour son rôle de Cristobal dans la série télévisée argentine Casi Ángeles.

## Carrière
Publicité
Il a joué dans des publicités pour Knorr (en Allemagne), Margarina et Quesos (en France), Cif, Danonino, Martina di Trento, Arcor, Carrefour et La Nación (en Argentine).
Télévision
- 2006 : Alma pirata : Andrés de Marco
- 2007-2008 : Casi Ángeles : Cristóbal Bauer
- 2009-2010 : Consentidos : Benjamin
- 2011 : Dulce amor

Théâtre
- 2007 : adaptation de Casi Ángeles : Cristóbal Bauer